# Грибово
 Тази статия е за епирското село Грибово.  За историческото тесалийско Грибово вижте Камбохори (дем Софадес).  
Грибово (на гръцки: Γρίμποβο) е село в дем Арта, разположено във височина на рида спускащ се към града. Етимологията му е българска.
Грибово, заедно с южноразположената му Граменица, се вклиняват по рида към Арта. На върха на този клин от села със славянобългарски имена в Амбракия, се намира Фатих паша джамия. От 1881 г. до 1912 г., когато Арта е вече в Кралство Гърция, двете села са гранични от османска страна, като границата минавала по река Арахтос. Селото е гръцко от балканската война.
Стратегическото местоположение на селото го прави арена на две битки от Гръцко-турската война от 1897 г. и Балканската война - битка при Грибово (1897) и битка при Грибово (1912).
До 2011 г. двете села са част от дем Влахерна.